# Магнус Блакстад
Магнус Блакстад (норв. Magnus Blakstad, нар. 18 січня 1994, Тронгейм, Норвегія) — норвезький футболіст, центральний півзахисник клубу «Рангейм».

## Клубна кар'єра
Магнус Блакстад народився у місті Тронгейм і є вихованцем місцевого клубу «Русенборг». У 2012 році Магнус був включений до першої команди але весь сезон провів  резервістом і жодного разу не вийшов на поле.
Вже наступний сезон Блакстад почав у клубі ОБОС-ліги «Рангейм», де одразу забронював за собою місце в основі. Сезони 2019 та 2020 років Блакстад разом з клубом провів у Тіппелізі, після чого «Рангейм» повернувся до Першого дивізіону.